# Tempesta Vaia in Italia
Il maltempo sull'Italia dell'ottobre-novembre 2018 determinò una serie di calamità naturali che colpirono varie zone della penisola italiana dal 26 ottobre al 5 novembre 2018, causando un totale di 37 morti e danni per quasi 5 miliardi di euro (dei quali oltre la metà in Triveneto).
Gli eventi furono dovuti a una serie di numerose perturbazioni che dapprima si concentrarono sulla zona del Triveneto, tra Trentino, Alto Adige, Veneto e Friuli Venezia Giulia, per poi spostarsi a sud tra la Liguria e la Calabria. La Sicilia, interessata dal maltempo dai primi di novembre, fu la regione che soffrì di più per quanto riguarda la perdita di vite umane: 12 morti, di cui 9 solo per l'alluvione a Casteldaccia. Viene considerata come una delle più gravi disgrazie naturali che abbiano colpito l'Italia in epoca contemporanea.

## Cronologia
Già dall'inizio di ottobre 2018 l'Europa centro-meridionale fu interessata da varie perturbazioni che causarono ingenti danni soprattutto in Italia, tra Calabria e Sardegna, dove vi furono 5 morti per allagamenti e piccoli eventi franosi; tuttavia questi eventi, secondo gli esperti, non sono da considerare come parte del maltempo tra ottobre e novembre. Dopo l'Italia fu la Francia a soffrire più vittime (16), seguita da Spagna (13) e da Regno Unito (2) e Portogallo (2).

### Ottobre 2018

#### Maltempo sul Triveneto
Alle ore 14 del 26 ottobre la protezione civile della Regione Veneto aveva deciso di emanare l'allerta rossa per parte della rete idrogeologica regionale. Il 28 ottobre poi, a seguito degli aggiornamenti meteo, su quasi tutta la regione Veneto venne estesa l'allerta rossa di elevata criticità di rischio idraulico ed idrogeologico.

##### Pioggia

La tempesta denominata "Adrian" o anche "Vaia" del 29 ottobre 2018 ripresa dal satellite EUMETSAT.

Caddero al suolo in soli tre giorni (27, 28 e 29 ottobre) sulle aree montane del Veneto fino a 715,8 mm di pioggia registrati nella stazione di rilevamento di Soffranco (Longarone), superando i dati del 1966, e ben 870 mm a Forni di Sotto sulle Prealpi carniche in Friuli. Per diverse stazioni del bellunese, i quantitativi di pioggia caduti durante l'evento hanno costituito un record assoluto da quando l'Agenzia regionale per la protezione ambientale ha iniziato il monitoraggio pluviometrico sul territorio (ossia dal 1992).
L'alluvione ha coinvolto alcuni comuni veneti, trentini e friulani ma anche lombardi: le zone più colpite sono state quelle dell'Agordino, del Cadore, del Feltrino, del Comelico, della Carnia e della Val di Fassa. Le forti e abbondanti piogge hanno fatto straripare i fiumi Piave e Brenta mentre in ambiente montano sono esondati diversi torrenti e gli smottamenti sono stati numerosi. È tracimato anche il lago di Alleghe.

##### Vento

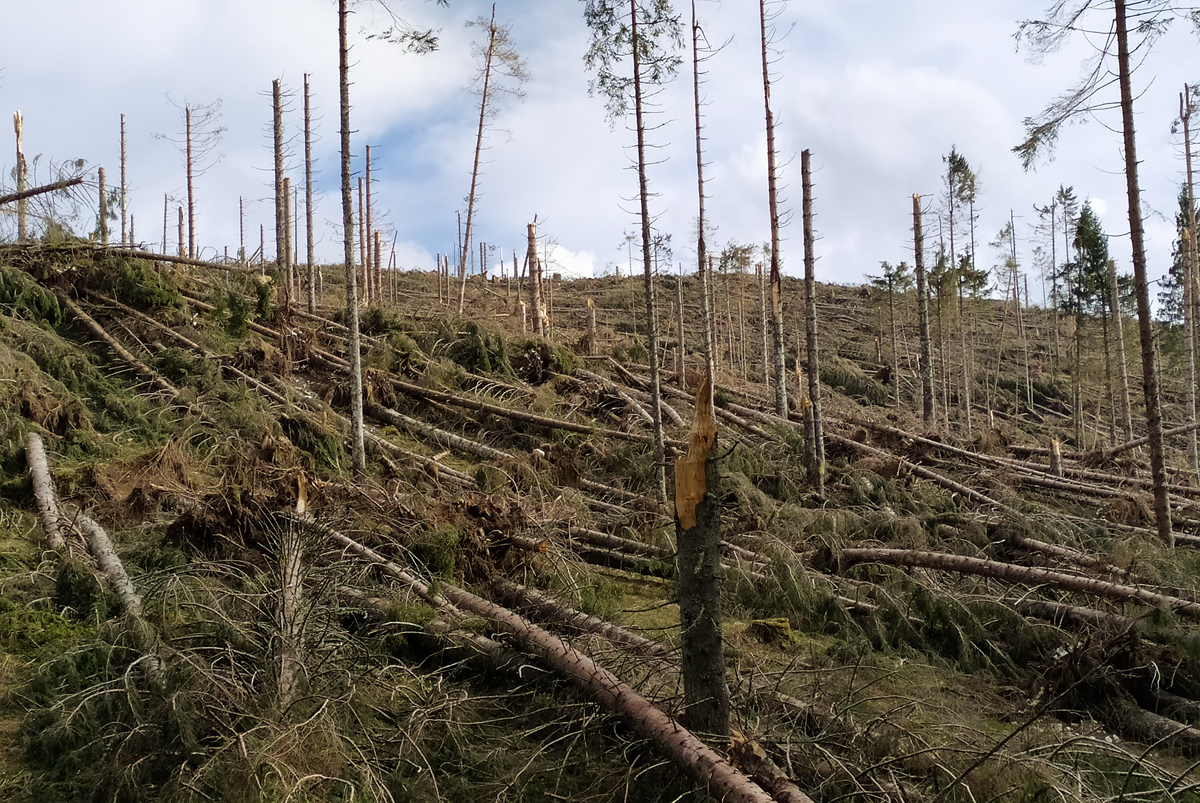
Le foreste distrutte sull'altopiano di Asiago, tra le aree maggiormente colpite dall'evento meteo

Il vento di scirocco ha toccato il 29 ottobre (valore istantaneo riportato a 10 m dal suolo) raffiche in Veneto di 192,24 km/h registrate dalla stazione ARPA del monte Cesen e di 166,68 km/h dall'omologa stazione del monte Verena, mentre in Carnia si sono toccati i 200 km/h ed i 170 km/h rispettivamente nelle stazioni Osmer di Cima Rest e di Col Gallina (Polcenigo). In Trentino, sul passo Rolle, il vento ha raggiunto i 217,3 km/h. Le fortissime raffiche (a velocità tra "tempesta violenta" e "uragano"), hanno determinato la morte di numerosissimi alberi e in diversi casi l'abbattimento di intere foreste. Le zone più colpite dal vento sono state l'Altopiano dei Sette Comuni (soprattutto la Val d'Assa e la Piana di Marcesina), la Val Visdende, l'alto Agordino (Rocca Pietore, Colle Santa Lucia, Caprile e Alleghe), l'area circostante il lago di Carezza, le Valli di Fassa e di Fiemme (in particolare Paneveggio) e l'altopiano di Piné. Anche parte della Regione Lombardia (soprattutto la Valcamonica) è stata interessata dagli eventi.
In particolare proprio a causa dell'eradicazione di numerosi alberi lungo le linee elettriche, ma anche a seguito del crollo di piloni, si registrarono fortissimi disagi alla distribuzione di corrente elettrica su tutto il territorio montano del Triveneto.

#### La frana di Isola di Capo Rizzuto
La notte del 28 ottobre 2018 a Isola di Capo Rizzuto una frana causata da un movimento prodotto dai lavori di una condotta fognaria danneggiata dalle precipitazioni ha investito e ucciso 4 persone in località Sant'Andrea: tre operai e un imprenditore della zona molto noto.

#### Maltempo sulla Liguria

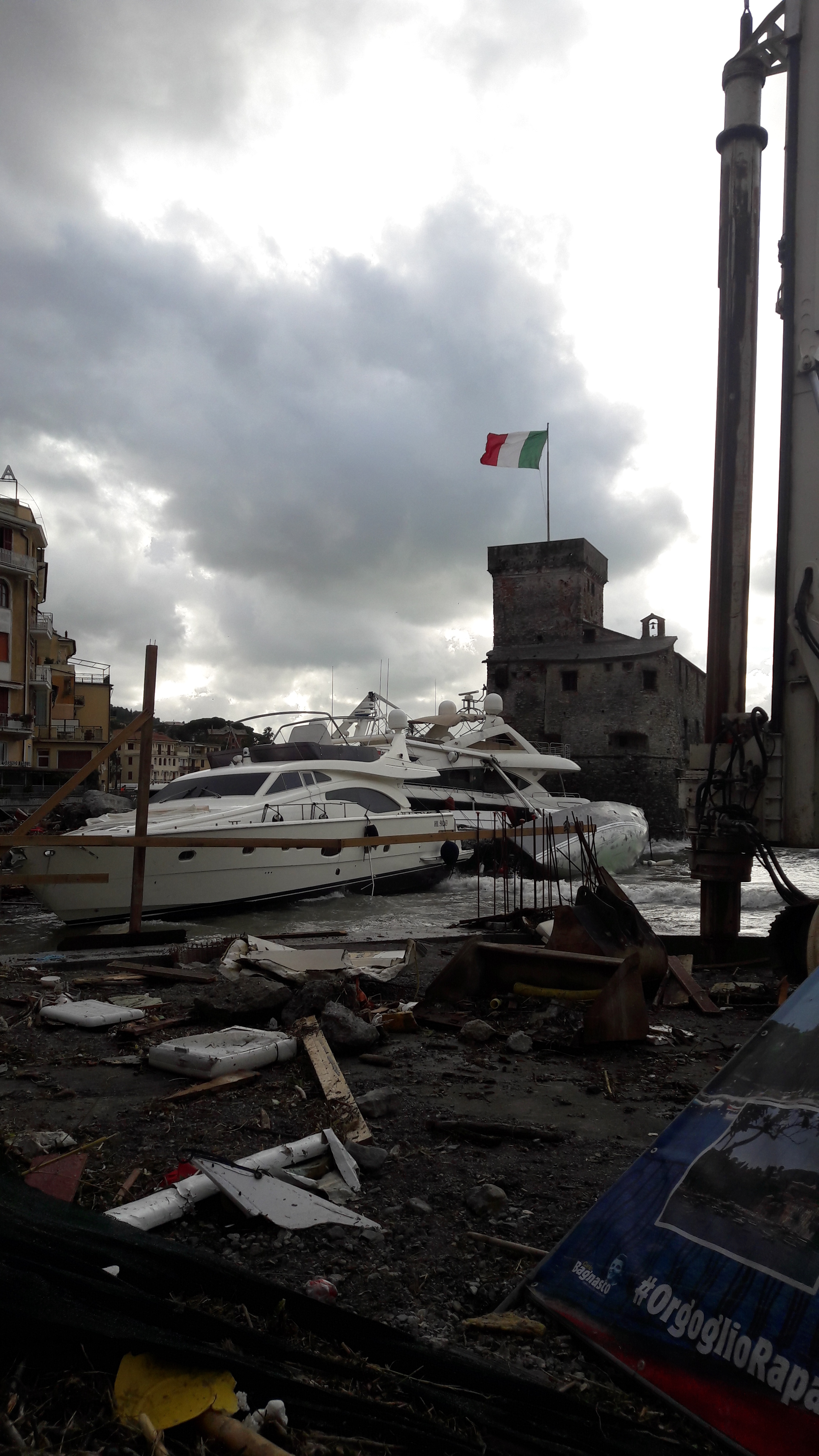
Lo spiaggiamento delle imbarcazioni presso il castello di Rapallo

Il persistere degli avversi fenomeni atmosferici per diversi giorni, con l'emanazione da parte della Protezione Civile della Regione Liguria di avvisi di allerta gialla e arancione nei rispettivi bacini, ha fatto sì che lo stesso ente emettesse per l'intera giornata del 29 ottobre la divulgazione alla popolazione dello stato di allerta massimo per i bacini B, C, D, E (zona ponentina, centrale, entroterra e levantina); per il bacino A, ossia il tratto compreso tra la costa di Ventimiglia e Noli, l'intera provincia di Imperia e valle del Centa, il livello rimase con la classificazione di allerta gialla e arancione.
Già nei giorni precedenti violenti fenomeni di pioggia torrenziale interessarono pressoché l'intero territorio ligure con notevoli accumuli d'acqua registrati nel breve termine – soprattutto nell'entroterra genovese (alta valle Scrivia, val Trebbia e val Bisagno), chiavarese (val d'Aveto, val Fontanabuona e valle Sturla) e spezzino (Cinque Terre e val di Vara) – e presenza di frane, smottamenti e allagamenti in diversi comuni.
Oltre agli intensi fenomeni piovaschi, una maggiore pericolosità e danneggiamenti si registrarono per le forti raffiche di vento (in alcune rilevazioni nel levante ligure anche superiori ai 100-120 km/h e, a ponente, sui 180 km/h come rilevato dai sensori della Marina di Loano) e le conseguenti mareggiate che, alimentate anche dalla forza del vento, di fatto interessarono l'intero tratto di costa ligure, specialmente nel savonese, nel genovese e nel Tigullio. Proprio il vento fu la causa del decesso dell'unica vittima del maltempo: una donna di 88 anni, di Albisola Superiore, colpita da diverse parti di una copertura e cornicione, scaraventate in strada dal violento e improvviso fenomeno atmosferico, e poi deceduta all'ospedale di Savona per le gravi ferite riportate.
Un'azione congiunta quella tra le raffiche di vento e il moto ondoso del mare che portò tra le giornate del 29 e 30 ottobre a registrare i massimi danni, sia nel settore pubblico che in quello privato durante l'intera fase di emergenza dell'evento meteorologico. Violente ondate, alcune anche alte 7-10 m (l'altezza massima, misurata dagli strumenti presso la boa di Capo Mele nel savonese, fu pari a 10,31 m), si abbatterono con violenza sulla costa savonese e genovese provocando la quasi totale distruzione degli stabilimenti balneari presenti (strutture, dehors, moli) e la cancellazione di interi tratti di spiaggia sabbiosa e acciottolata. Una prima valutazione del locale sindacato italiano dei balneari, nelle ore successive alla mareggiata del 29 ottobre, stimò che su 1300 stabilimenti attrezzati liguri circa 100 risultarono completamente distrutti e circa 400 furono seriamente danneggiati, per un danno di almeno 50 milioni di euro.
Nel territorio comunale di Genova, oltre al monitoraggio dei principali torrenti Bisagno e Polcevera, quest'ultimo osservato speciale anche a seguito del crollo del ponte Morandi del 14 agosto 2018, la violenta mareggiata provocò danni nell'intero litorale genovese, da Voltri a Nervi. Si registrarono cedimenti di alcuni tratti della passeggiata Anita Garibaldi di Nervi e devastazioni nel borgo marinaro di Boccadasse e alle infrastrutture private e pubbliche dei quartieri di Sturla, Pegli e Voltri, per un danno calcolato a circa 8 milioni di euro.
Una forza quella del mare che si abbatté anche contro le infrastrutture portuali: particolarmente colpiti furono il porto pubblico di Santa Margherita Ligure e il porto turistico internazionale "Carlo Riva" di Rapallo, col cedimento delle rispettive dighe foranee. L'improvviso crollo di alcuni tratti dei muri di contenimento provocò una conseguente vulnerabilità dei porti stessi, in primis, ma anche del tratto di costa delle due città del Tigullio occidentale, con allagamenti e danni ai lungomari e alle attività commerciali ivi presenti.
In particolare a Santa Margherita Ligure, dopo il crollo di circa 10 m della diga foranea, in un tratto risistemato e rinforzato con lavori conclusi nel 2014, si registrarono danni ai servizi portuali e alla locale caserma della Capitaneria di porto, l'affondamento di imbarcazioni e allagamenti via mare della principale strada lungo la marina. Verso Portofino, la furia del mare causò l'intero cedimento di un tratto di strada provinciale 227 nei pressi della frazione di Paraggi e vistosi e seri danni alla struttura del Covo di Nordest, nota discoteca del territorio. Il crollo della provinciale provocò altresì l'isolamento stradale di Portofino rispetto a Santa Margherita Ligure - la 227 è infatti l'unica arteria carrabile di questo tratto del territorio tigullino - tanto da rendere il comune raggiungibile esclusivamente via mare con l'ausilio di battelli e imbarcazioni o via terra tramite sentieri e percorsi boschivi nell'omonimo promontorio. Per ovviare alla situazione d'emergenza, l'Ente Parco di Portofino e le amministrazioni di Portofino e di Santa Margherita Ligure autorizzarono l'adeguamento semi-carrabile (per veicoli a due ruote e per mezzi di emergenza), portato a compimento dal Genio militare, di alcuni percorsi boschivi pedonali, in particolare del tratto tra Portofino Vetta e Portofino Mare e tra la frazione sammargheritese di Nozarego e il Mulino del Gassetta (conosciuto come sentiero delle Gave). Quest'ultimo intervento, per alcune tecniche ritenute troppo cementizie, fu poi oggetto di contestazione da parte di alcune associazioni ambientaliste, cui seguirono effettive verifiche da parte dei carabinieri forestali; sul finire di novembre dello stesso anno, i lavori al sentiero furono interrotti dall'ente parco anche per l'adeguamento dell'altro percorso verso Portofino. Nel tratto di strada provinciale tra Santa Margherita Ligure e Paraggi, invece, fu costruita tra fine novembre e inizio dicembre 2018 una temporanea passerella pedonale a sbalzo utilizzata, nei primi giorni d'apertura, a esclusività dei residenti della zona e, nel periodo natalizio, aperta a tutti i pedoni.
Tra i danni che si registrarono a Portofino, oltre al cedimento di una parte della centrale e celebre "piazzetta", vi fu l'interruzione dei servizi elettrici e gas nei giorni successivi all'evento e soprattutto problematiche nei collegamenti con i centri di Santa Margherita Ligure, di Rapallo e del Golfo Paradiso.
Nella vicina Rapallo il cedimento della diga foranea, rinforzata come metratura e altezza nel corso degli anni duemila dopo un analogo ma meno intenso fenomeno atmosferico, provocò danni maggiori, con l'affondamento di imbarcazioni nella zona tra il porto pubblico e quello privato e, con la rottura dei vari ormeggi, la fuoriuscita dal porto "Carlo Riva" di centinaia di barche e yacht che, alla deriva e per il moto ondoso del mare, affondarono nel golfo rapallese o si incagliarono in buona parte presso la massicciata del lungomare Vittorio Veneto e in altre zone a ponente (zona Lido e foce del torrente Boate) e a levante della città (zona della foce del torrente San Francesco, presso il locale castello sul mare, e zona delle Nagge). Nella notte tra il 29 e il 30 ottobre, inoltre, venti diportisti presenti all'interno del porticciolo e intrappolati nelle loro imbarcazioni per la furia del mare furono messi in salvo da squadre di soccorso dei vigili del fuoco.
Lo "spiaggiamento" delle numerose barche, alcune anche di notevoli dimensioni e di proprietà di personalità di rilievo, provocò indirettamente un massiccio fenomeno mediatico per l'eccezionalità e la portata dell'evento, con riprese e servizi televisivi di diverse emittenti nazionali e internazionali. A causa dell'evento la città ha patito danni a diverse strutture ricettive private del lungomare (danneggiato, tra l'altro, in più punti) e soprattutto ai locali stabilimenti balneari, con la semi distruzione delle opere fisse e dei pontili. Sul lungomare diversi furono i problemi legati a fattori anche ambientali, per la possibile fuoriuscita di carburante dalle varie imbarcazioni (per tali motivi nel breve furono installati panni antinquinamento attorno alle barche); l'enorme quantità di materiale plastico, ligneo e indifferenziato trascinato dalle onde fu sparso lungo tutto il litorale, arrivando anche a ostruire completamente gli scarichi delle acque bianche.
Rispetto alla vicina Santa Margherita Ligure, che ha avuto più danni al patrimonio pubblico, il territorio rapallese ha subito danneggiamenti più nel settore privato, con il porto turistico internazionale "Carlo Riva" in primis. Un'infrastruttura quella portuale - costruita negli anni settanta del Novecento e che fu il primo porto turistico costruito da privati in Italia - che ha stimato a un valore di 10-15 milioni di euro i danni alla struttura e che, nel mese di novembre, ha visto l'apertura di un'indagine giudiziaria da parte della Procura di Genova per stabilire e accertare eventuali responsabilità. Un analogo fascicolo è stato aperto dalla magistratura genovese anche per i fatti legati al crollo della diga foranea del porto pubblico sammargheritese. Nel totale furono circa 300 i natanti, barche e yacht danneggiati, spiaggiati e semi affondati, di cui, al 15 novembre, circa 130 rimossi dopo complicate e delicate operazioni di rimozione dal lungomare e porticciolo.
All'interno del territorio comunale rapallese, gravi danni si registrarono anche nella frazione marinara di San Michele di Pagana, con la distruzione dei locali stabilimenti balneari e di varie attività commerciali e di ristoro, col danneggiamento di tratti di spiaggia e scogliera, col cedimento del molo di fronte alla piazzetta e di un tratto della litoranea per Rapallo nei pressi della spiaggia degli archi e col crollo di varie porzioni dei muri di contenimento dei terreni prospicienti il mare e della passeggiata costiera di collegamento col piccolo nucleo abitato di Prelo.
Verso Levante, ulteriori danni della mareggiata si registrarono a Zoagli col crollo di alcuni tratti della scogliera (sia quella di levante che quella di ponente) e danneggiamenti alle attività commerciali e ancora nella zona del Tigullio orientale con analoghe problematiche a Chiavari, Lavagna, Cavi di Lavagna, Sestri Levante e Riva Trigoso. Nella riviera spezzina, danni provocati dal vento e dalla mareggiata si registrarono a Monterosso al Mare, Vernazza, Riomaggiore, Portovenere e nello stesso capoluogo provinciale.
Nella Riviera di Ponente i fenomeni atmosferici interessarono i comuni di Arenzano, Cogoleto, Celle Ligure, Albisola Marina, Savona, Bergeggi, Alassio, Finale Ligure e altre località della costa savonese. Simile situazione avvenne pure nella provincia di Imperia con danni registrati nel capoluogo e a Sanremo.

#### Maltempo nel Lazio
Venti ciclonici sferzarono la Regione Lazio a partire dal tardo pomeriggio del 28 ottobre 2018; a seguito della caduta di alberi e cornicioni in diverse zone del territorio regionale e sulla base dei bollettini della Protezione Civile, diversi comuni ordinarono la chiusura degli istituti scolastici per il giorno seguente. Il quadro meteorologico andò peggiorando nelle ore successive fino al primo pomeriggio del 29 ottobre quando violentissimi temporali e venti a oltre 150 km/h sferzarono la costa colpendo duramente Terracina dove la devastazione causata dal vento comportò due morti e altre località vicine oltre all'entroterra del Lazio centro-meridionale con particolare criticità presso Castrocielo dove per la caduta di un albero si ebbero due vittime.

##### Tromba d'aria a Terracina

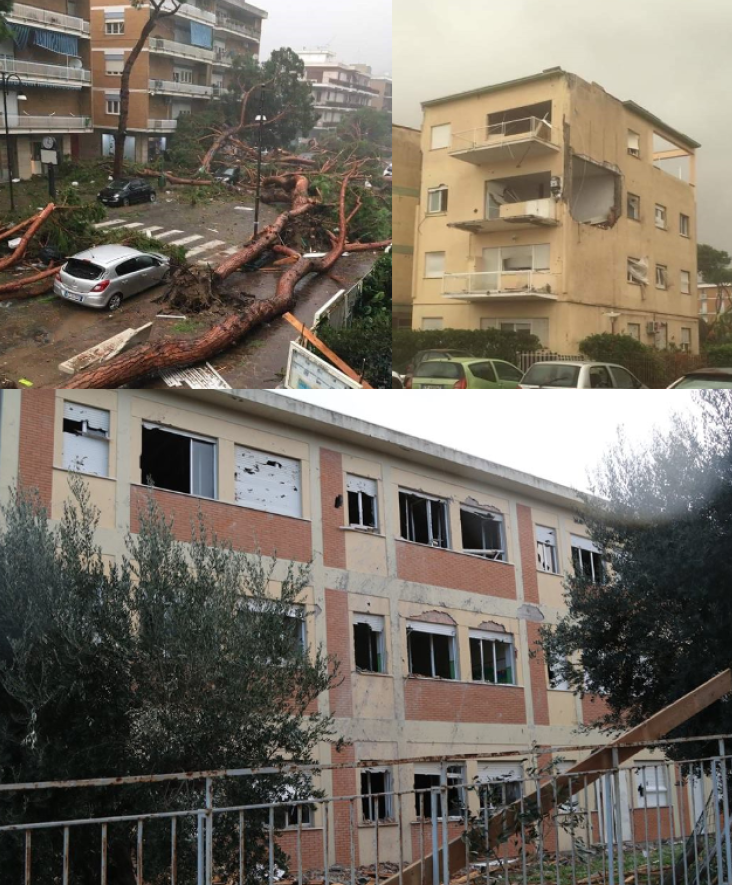
Danni a Terracina: in alto a sinistra Viale della Vittoria, in alto a destra il punto d'impatto della tromba d'aria sul lungomare, in basso una scuola distrutta dalle macerie di altri edifici trasportate dal vento nel centro storico.

Alle ore 15.50 del 29 ottobre 2018 una violentissima tromba d'aria proveniente dal mare attraversò l'intero centro cittadino di Terracina spingendosi per chilometri nell'entroterra arrivando ad arrestarsi nei pressi del cimitero cittadino. Furono colpite diverse zone della città a partire dal centralissimo Viale della Vittoria con la caduta di pini secolari; nell'avanzare verso il centro la tromba d'aria andò rafforzandosi distruggendo 2 parchi pubblici e danneggiando decine di edifici e locali commerciali. Colpiti gravemente anche l'ufficio postale centrale, il Museo della Città e una casa di riposo dove si ebbe un'altra vittima. Il centro storico alto di Terracina fu letteralmente devastato e interi palazzi crollarono sotto la forza del vento che scagliò le macerie sulle strade e sulle colline vicine oltre che sull'ospedale vecchio e su una scuola paritaria dove non si contarono vittime o feriti solo grazie all'evacuazione della stessa avvenuta pochi istanti prima dell'arrivo della tromba d'aria. Colpito anche il Municipio dove era in corso in quei momenti il Consiglio Comunale che fu immediatamente interrotto. Vennero attivate le procedure di emergenza nell'Ospedale Fiorini mentre fu riunito nei locali dell'ex Tribunale il Centro Operativo Comunale di crisi e furono attrezzate postazioni di coordinamento nel centro cittadino e centri di assistenza alla popolazione costretta a lasciare le proprie abitazioni.
Decine di uomini e mezzi furono mobilitati dalla Regione Lazio che dichiarò immediatamente lo Stato di Calamità per Terracina facendo convergere faticosamente (le vie di accesso alla città di Terracina tra le quali la SS.7 Appia e la SS. 148 Pontina erano interrotte per la caduta di alberi e tralicci) decine di squadre dei Vigili del Fuoco e Protezione Civile. Scuole, Uffici Pubblici e Attività Commerciali rimasero chiusi fino al 5 novembre per garantire il ripristino della viabilità e le minime condizioni di sicurezza nel centro cittadino.
Lo stato di emergenza rimase attivo fino alle 12 di domenica 4 novembre; centinaia furono gli interventi eseguiti in città e nelle campagne circostanti, in particolar modo tra Sperlonga, Monte San Biagio, Sabaudia, Pontinia e Priverno. Il bilancio finale fu di 3 morti, 21 feriti e 150 sfollati; danni al patrimonio privato per oltre 10 milioni di euro (al quale si aggiungono circa 250 automobili distrutte dalla caduta di alberi e macerie) mentre fu stimato un danno al patrimonio pubblico non inferiore ai 5 milioni di euro: vennero distrutti o gravemente danneggiati il Viale della Vittoria, Piazza Mazzini, Piazzale Aldo Moro (ex Piazzale Lido), Piazza 25 aprile, Piazza Domitilla, il Museo della Città, l'Ospedale Vecchio, una Casa di Riposo, parte degli uffici comunali, tre parchi pubblici, una scuola paritaria oltre a decine di abitazioni e vie cittadine. Furono centinaia gli alberi caduti o successivamente abbattuti perché pericolanti nelle strade e nei parchi cittadini.

#### Maltempo su altre regioni
Il 29 ottobre 2018 fu una giornata di maltempo pesante anche per altre regioni italiane: a Napoli, Castrocielo in provincia di Frosinone, Terracina e ad Albisola Superiore in provincia di Savona sono morte 5 persone per via della caduta di alberi per le strade dei centri. Ben presto si sono presentate piogge torrenziali, trombe d'aria e vento fortissimo a sferzare gran parte delle regioni italiane, dalla Liguria all'Emilia Romagna, dal Trentino-Alto Adige fino alla Campania. Scuole chiusi in centinaia di comuni del paese con ordinanza del dipartimento della Protezione Civile di promulgare l'emergenza fino al 1º novembre. Gli interventi dei vigili del fuoco sono stati in totale 465, 180 di questi solamente in Toscana.

### Novembre 2018
A partire dal 1º novembre 2018 la perturbazione scenderà dal Lazio alla Sicilia: in quest'ultima la situazione del maltempo raggiunse il colmo, dove tre persone moriranno tra Palermo e Agrigento, annegate dall'esondazione di alcuni corsi d'acqua, a cui si aggiungeranno i 9 morti di Casteldaccia. Dopodiché la sera del 5 novembre la Protezione civile, dopo un'altra giornata di intense precipitazioni, dichiarò che l'emergenza era conclusa.

#### Alluvione di Casteldaccia
L'evento più drammatico di tutta l'ondata di maltempo fu l'alluvione di Casteldaccia, paese alle porte di Palermo sulla costa tirrenica: intorno alle 22:55 di sabato 3 novembre 2018, a seguito di intense precipitazioni durate tutto il corso della giornata, le acque del torrente Milicia, che scorrono sotto il costone roccioso di Altavilla Milicia, strariparono in una vera e propria piena che andò a travolgere un gruppo di due villette abusive presso Contrada Cavallaro; in una di queste due si stava festeggiando la festa di compleanno di una delle vittime. Nella piena, che si rivelò alquanto catastrofica, persero la vita 9 persone e solo un uomo riuscì a salvarsi salendo sul tetto intatto di una villetta, riuscendo poi ad allertare i soccorsi.
Dopo i funerali delle vittime il 5 novembre (celebrati solennemente nella Cattedrale di Palermo), furono numerose le polemiche alzate circa la costruzione delle abitazioni: come detto in precedenza le villette erano abusive e il terreno era stato sottratto illegalmente al comune di Casteldaccia.

## Vittime
Nell’intero 2018, quasi tutte le regioni d'Italia contarono almeno un morto, portando così il bilancio definitivo a 37 vittime. Inoltre furono almeno 38 i feriti segnalati alla Protezione Civile e circa 4.500 sfollati sparsi in 134 comuni italiani rientranti in ben 19 regioni d'Italia.
| Regione             | Morti |
| ------------------- | ----- |
| Sicilia             | 12    |
| Trentino-Alto Adige | 8     |
| Calabria            | 4     |
| Lazio               | 4     |
| Valle d'Aosta       | 2     |
| Veneto              | 2     |
| Campania            | 1     |
| Emilia-Romagna      | 1     |
| Liguria             | 1     |
| Lombardia           | 1     |
| Sardegna            | 1     |
| Totale              | 37    |

## Danni

### Triveneto
La stima definitiva dei danni in Friuli Venezia Giulia, secondo la protezione civile regionale, ammonta a 615 milioni di euro. In Veneto (la Regione più colpita) i danni sono stati valutati in 1 miliardo e 769 milioni di euro mentre le stime per il Trentino sono sui 250-300 milioni di euro e 85,4 milioni in Alto Adige. In Lombardia le stime si aggirano sui 40 milioni di euro di danni.
Per quanto concerne le foreste, a causa del vento secondo le stime sono stati abbattuti 14 milioni di alberi (dato mai registrato in epoca recente in Italia) su una superficie di 41.000 ettari.

### Liguria
L'eccezionalità dell'evento atmosferico, e soprattutto la vastità dell'area colpita, ha inevitabilmente provocato un ingente danno monetario in tutti i settori economici e alle infrastrutture, sia per quanto riguarda la parte pubblica che quella privata. Un calcolo, approssimativo e rivisto più volte dai vari territori colpiti, stimato dalla Camera di Commercio di Genova ad oltre 100.000.000 di euro solamente nei comuni della provincia genovese: 477 le denunce presentate dalle aziende e attività di 25 comuni della città metropolitana di Genova, di cui 117 nella sola Genova (danni per circa 33.400.000 euro), 73 da Rapallo (circa 23.500.000 euro) e 61 da Santa Margherita Ligure (circa 23.300.000 euro).
Nella zona dell'imperiese la stima è di circa 18.000.000 euro per quanto riguarda il solo comune di Imperia. Nella provincia di Savona la conta ha riguardato soprattutto i danneggiamenti ai vari stabilimenti balneari, con una somma superiore ai 30.000.000 di euro tra il valore volumetrico e commerciale perso e necessario al riavvio.
Per far fronte alle prime criticità, nel gennaio 2019 il Dipartimento nazionale di Protezione Civile stanziò 6.500.000 di euro per le somme urgenze e per gli interventi di prima emergenza, di cui 2.700.000 euro per coprire le spese sostenute dagli enti comunali per interventi di assistenza e i restanti 4.700.000 euro per il ripristino e adeguamento della viabilità. Nello specifico furono 57 i comuni interessati dallo stanziamento del finanziamento: 21 in provincia di Savona, 15 in provincia di Genova, 14 in provincia della Spezia e 7 in provincia di Imperia. Somma alla quale si aggiunse lo stanziamento di circa 1.500.000 euro da parte della Regione Liguria e ulteriori 8.000.000 di euro destinati dalla Legge di Stabilità per le difese a mare in Liguria.